# Jambaló
Jambaló è un comune della Colombia facente parte del dipartimento di Cauca.
Il centro abitato venne fondato da Agustin Giron e Antonio Dagua nel 1550, mentre l'istituzione del comune è del 23 agosto 1770.